# النقل في مينيسوتا

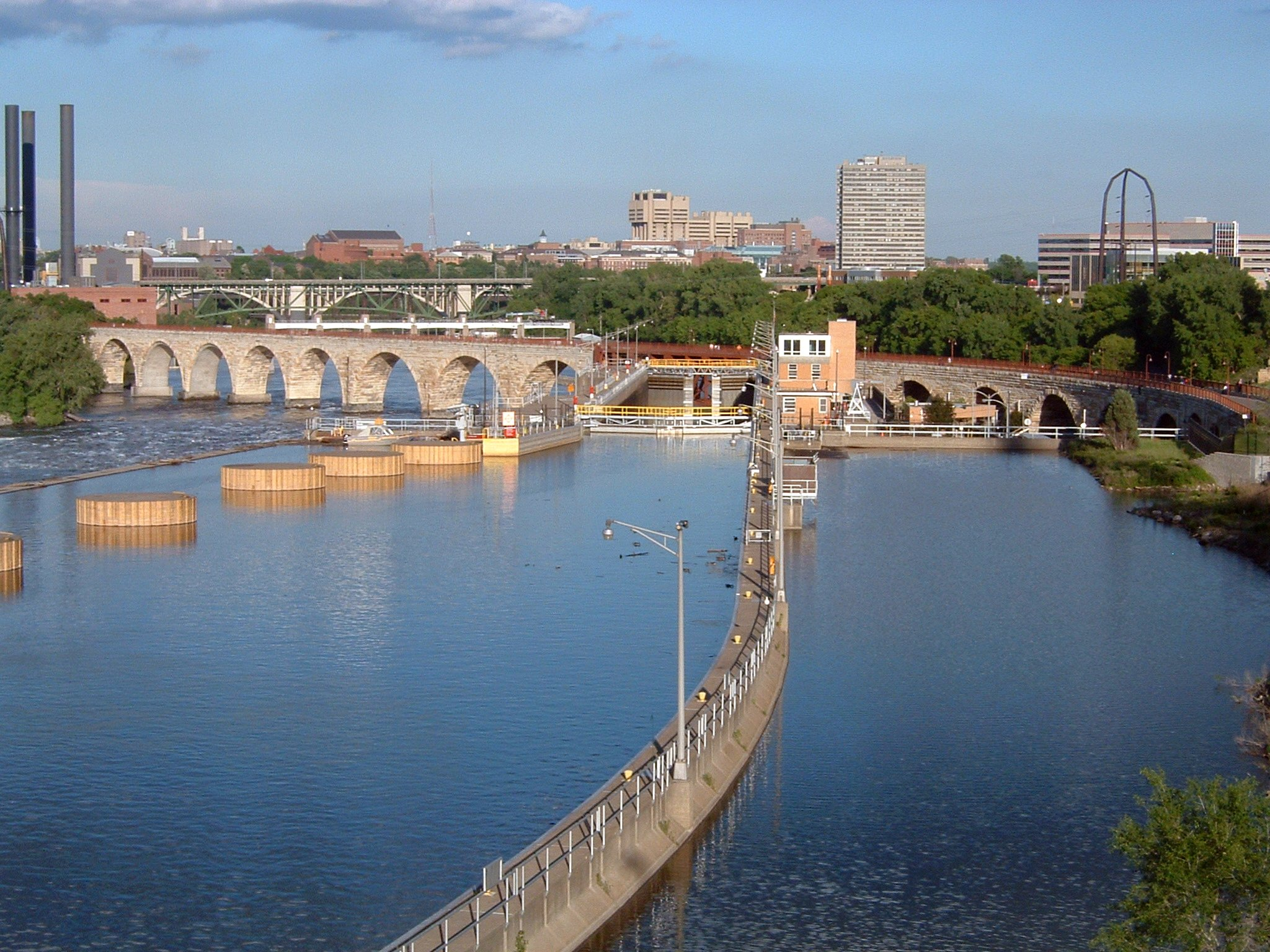
جسر ستون آرش وهويس عند شلالات سانت أنتوني في منيابولس

النقل في ولاية مينيسوتا الأمريكية يتكون من شبكة معقدة من الطرق والسكك الحديدية والممرات المائية والمطارات. تشرف وزارة النقل في حكومة الولاية (Minnesota Department of Transportation) بشكل عام على نظام المواصلات. كما تتمتع السلطات الإقليمية مثل مجلس المتروبوليتان (Metropolitan Council) بسلطة التخطيط الإقليمي لنظام المواصلات، أما السلطات المحلية مثل المدن والمقاطعات فتشرف على شبكة النقل المحلية.

## المواصلات الأرضية

طريق مينيسوتا السريع 62

ترتبط منطقة منيابولس سانت بول الحضرية تقريبًا بجميع الطرق الحديدية والطرق السريعة الطويلة ذات حارات الأربع بين شمال مينيسوتا وجنوبها. كذلك هو الوضع بمعظم الطرق الرابطة بين الشرق والغرب، باستثناء ممر شمالي من حدود داكوتا الشمالية إلى منطقة الميناءين التوأم دولوث/سوبيريور متضمناً خطي سكك حديدية لشركة بي أن أس أف والطريق السريع يو اس روت 2، وممر آخر يعبر جنوب مينيسوتا من داكوتا الجنوبية إلى نهر المسيسيبي وولاية ويسكونسن يشمل طريق إنتر ستيت 90 وطريق مينيسوتا ستيت هايوي 60 وطريق يو اس روت 14 وسكة حديد شركة داكوتا، مينيسوتا أند إسترن ريلرود.

### الطرق السريعة
I-35 وI-90 وI-94 هي أهم طرق إنترستيت السريعة في مينيسوتا. I-535 هو طريق متفرع قصير عن I-35 من مدينة دولوث إلى سوبريور، ويسكونسن. في المدينتين التوأم، ينقسم I-35 إلى I-35W غرباً عبر منيابولس و I-35E شرقاً عبر سانت بول. يحتوي I-94 على تفرع قصير واحد هو طريق إنترستيت 394 من منيابولس إلى الضواحي الغربية، ومساران متحلقان (Loop routes) هما إنترستيت 494 وإنترستيت 694 يشكلان مع بعضهما طريقاً دائرياً حول المدينتين التوأم.
وطرق إنترستيت السريعة بين الولايات هذه هي جزءٌ من فئة من الطرق تعرف باسم الممرات الأقاليمية (interregional corridors)، تشمل أيضاً الطرق السريعة المرقمة يو أس: 2 و8 و10 و14 و52 و53 و61 و63 و169 و212 والطرق السريعة على مستوى ولاية مينيسوتا: 23 و34 و36 و60 و210 و371. تمثل الممرات الأقاليمية اثنين بالمائة من الطرق السريعة في الولاية ولكنها تمثل ثلث جميع أميال المركبات المقطوعة. ومن الممرات الإقليمية الأقل كثافة مرورية طرق يو اس روت 12 و59 و71 و75 ، وعدد من الطرق السريعة بالولاية.
حدد المجلس التشريعي بمينيسوتا العديد من الطرق السريعة الرئيسية الأصلية بالولاية في دستور الولاية بتعديل دستوري. وضع تعديل عام 1920 سبعين طريقاً يربط عدداً من المدن. هذه الطرق الدستورية اليوم هي طرق انترستيت السريعة وطرق يو اس روت السريعة والطرق السريعة بالولاية. وبينما حددت الدستور هذه الطرق، يصف القانون العديد من الطرق بشكل غامض وفعلياً لم يعد لها تأثير كبير على نظام النقل اليوم.

### خدمات الحافلات

#### الحافلات داخل المدن

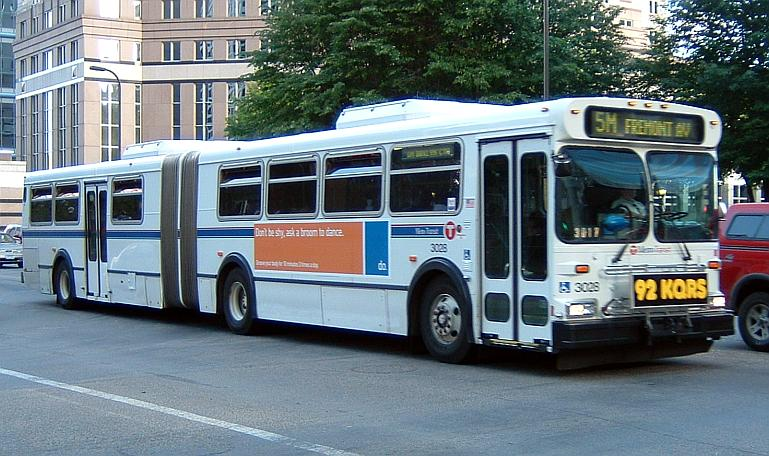
حافلة مفصلية في منيابولس

توجد أنظمة نقل حافلات منتظمة في مدن روتشستر ووينونا ودولوث وسانت كلاود وإيست جراند فوركس ومانكاتو (نظام مانكاتو الترانزيت) ومورهيد ومنطقة منيابولس سانت بول. يخدم الأخيرة نظام مترو ترانزيت الواسع مع أكثر من 100 خط. اختارت بعض أجزاء منطقة المدينتان التوأم عدم استخدام خدمة نظام مترو ترانزيت وأنشأت أنظمة مواصلات خاصة بها. تعد شركتا ساوثوست ترانزيت (SouthWest Transit) وهيئة النقل في وادي مينيسوتا (Minnesota Valley Transit Authority) المزودين الرئيسيين للمواصلات تخدم الأجزاء خارج خدمة مترو ترانزيت في جنوب غرب وجنوب وسط مقاطعات سكوت وداكوتا وكارفر.
لدى العديد من المناطق الريفية والمدن الصغيرة أيضا خدمة حافلات ريفية، إلا أن العديد من هذه الخدمات هي مواصلات بناءاً على الطلب وليست من خطوطاً ثابتة. جميع مقاطعات مينيسوتا باستثناء أربع مقاطعات لديها شكل من أشكال خدمة النقل العام.

#### خدمة الحافلات إلى خارج المدن
توفر شركات جفرسون لاينز وغرايهاوند لاينز وميغاباس خدمة الحافلات إلى خارج المدن عبر شبكات خطوط هيكلية. توفر خطوط جيفرسون ومقرها في منيابولس أكبر عدد من خطوط الحافلات وتخدم أكبر عدد من المدن. يركز مقدمو الخدمات الآخرون على تقديم خدمة سريعة بعدد محدود من التوقفات. أخذ عدد خطوط الحافلات بين المدن بالانخفاض بشكل ملحوظ منذ أوائل تسعينيات القرن العشرين، وتم الاستغناء عن العديد من الخطوط عندما أعيد هيكلة شركة غرايهاوند في منتصف الأول عقد الأول من القرن الحادي والعشرين. تأسست شركة غرايهاوند في مدينة هيبينغ، مينيسوتا، إلا أن الاستقطاعات أدت إلى قطع تلك المدينة عن شبكة الحافلات العادية بين المدن.
بالإضافة إلى خدمات الحافلات التقليدية بين المدن، تطورت في السنوات الأخيرة شبكة من حافلات المطار لمسافات طويلة تعمل بشكل مستقل وتخدم مطار منيابولس-سنت بول الدولي. ترتبط مدن برينرد ودولوث ومانكاتو وروتشستر وسانت كلاود ويو كلير (ويسكونسن) ولاكروس (ويسكونسن) بخدمة نقل مكوكية يومية مجدولة مع مطار مينابولس سانت بول. توفر الحافلات النقل بين مدن المنطقة بالإضافة إلى خدمة مسافري المطار.

### الطرق الحديدية

#### القطارات الخفيفة

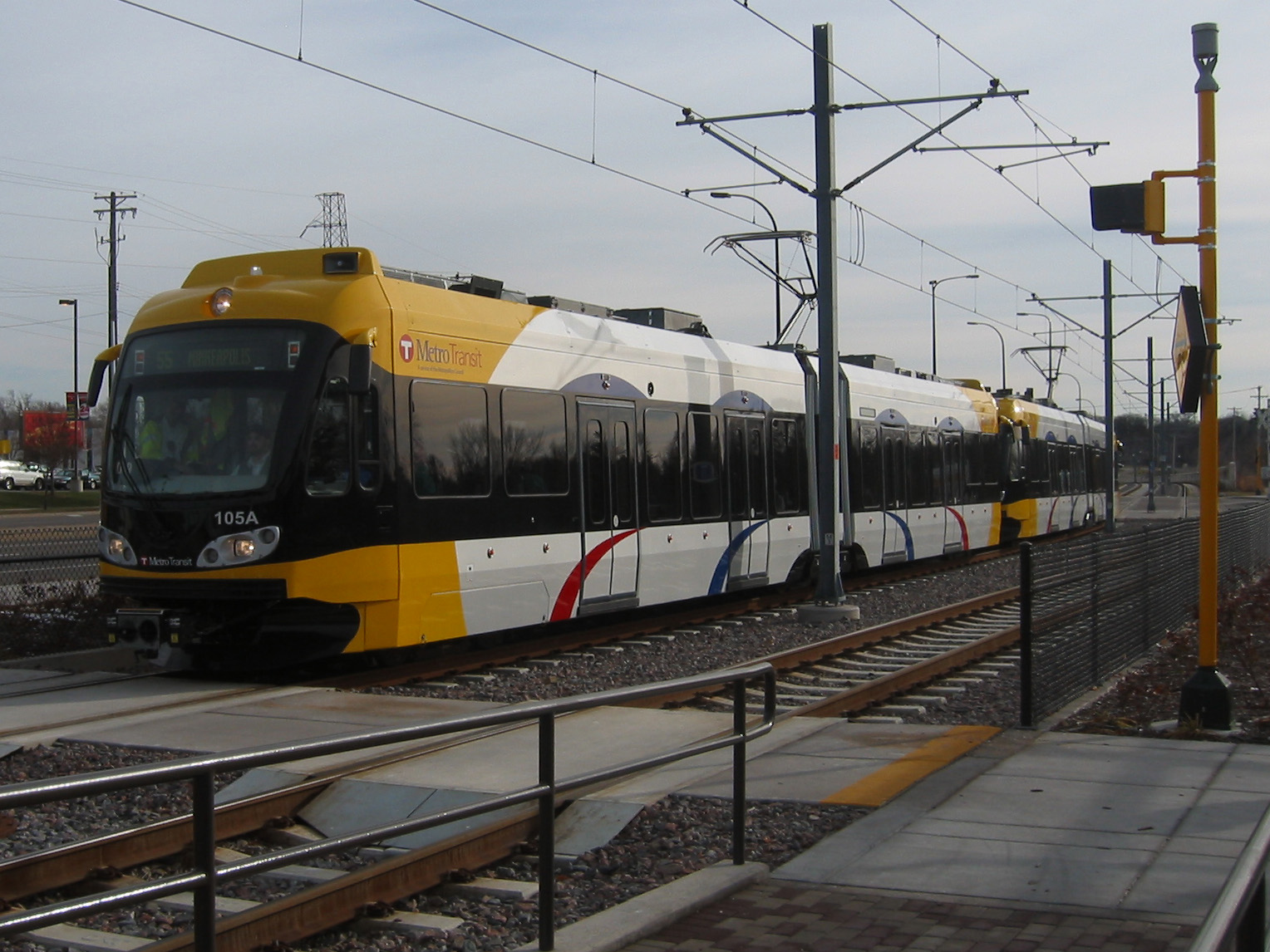
يقترب قطار الخط الأزرق للمترو المكون من وحدتين من محطة شارع 46 من الجنوب.

قبل مترو ترانزيت بعقود، قامت شركة تون سيتي رابد ترانزيت بتشغيل عربات الترام في منطقة المدينتان التوأم من تسعينيات القرن التاسع عشر حتى عام 1954، عندما حلت الحافلات محل عربات الترام. تتكون السكك الحديدية الخفيفة في مينيسوتا حاليا من خطين، الخط الأزرق والخط الأخضر وتديرها مترو ترانزيت. تم الانتهاء من الخط الأزرق في عام 2004، ويمتد من مول أوف أمريكا ، عبر مطار MSP عبر نفق ، وعلى طول شارع هياواثا إلى وسط مدينة منيابولس. كان الخط ناجحا للغاية ، حيث حصل على عدد ركاب أعلى بنسبة 65٪ مما كان متوقعا في السنة الأولى من الخدمة. افتتح الخط الأخضر ، الذي يربط وسط مدينة منيابولس بوسط مدينة سانت بول ، للجمهور في 14 يونيو 2014.
قد يتم بناء خطوط سكك حديدية خفيفة أخرى في المستقبل. وافقت إدارة النقل الفيدرالية (FTA) على البدء الهندسة الأولية لخط سكة حديدية خفيف وهو الممر الجنوبي الغربي (امتداد للخط الأخضر) من وسط مدينة منيابولس إلى المترو الجنوبي الغربي في سبتمبر 2011. في عام 2006، تم تمرير تعديل دستوري يفرض ضرائب مبيعات واستخدام على المركبات لتمويل المواصلات، مع تخصيص 40٪ على الأقل للمواصلات العمومية. بعد بضع سنوات، تم تطبيق ضريبة مبيعات إقليمية في العديد من المقاطعات في منطقة المدينتان التوأم. وهي تزود مجلس تحسين النقل في المقاطعات (Counties Transit Improvement Board) بالأموال للمساعدة في تشغيل وتوسيع شبكة النقل بالحافلات والسكك الحديدية في المنطقة.

#### قطارات الركاب إلى خارج المدن
خط نورث كريدور بطول 82 ميلا (132 كم)، والذي من المتوقع أن يربط منيابولس بسانت كلاود على طول سكة حديد بي أن أس أف، بدأ الخدمة على أول 40 ميلا (64 كم) إلى بيغ ليك في نوفمبر 2009.
يخدم الولاية خط سكة حديد واحد للركاب بين المدن، وهو قطار إمباير بلدر من شركة أمتراك، والذي يتوقف يومياً في كل اتجاه في وينونا ورد ونغ وسانت بول وسانت كلاود وستابلز وديترويت ليكس. من المقرر أن يستعيد قطار نورثن لايتس إكسبرس (Northern Lights Express) الخدمة بين منيابولس ودولوث، والتي كانت تعمل بالقطار حتى عام 1985.

#### قطارات الشحن
من شركات الشحن الرئيسية عبر السكك الحديدية في مينيسوتا بي أن أس أف ويونيون باسيفيك ريلرود والسكك الحديدية الوطنية الكندية وسكة حديد المحيط الهادئ الكندية وشركتي داكوتا، مينيسوتا أند إسترن ريلرود وسو لاين ريلرود التابعتين لها. تشمل الشحنات الرئيسية: الفحم من حوض نهر باودر إلى الموانئ ومحطات الطاقة الشرقية، والحبوب والمنتجات الزراعية الأخرى من المزارع إلى المعالجات والموانئ، والتاكونيت (شكل من أشكال خام الحديد) من مناجم سلسلة الحديد في شمال شرق مينيسوتا إلى موانئ بحيرة سوبيريور أو عبر جميع طرق السكك الحديدية إلى مصانع الصلب والأخشاب ومنتجات الغابات وشحن البضائع متعدد الوسائط.
كان لدى مينيسوتا خطوط سكك حديدية أكثر بكثير في الماضي، ووصلت إلى ذروتها بأكثر من 9100 ميل (14600 كم) من القضبان حوالي عام 1920. في عام 2007 أصبح هنالك ما يقرب من نصف المسارات بالضبط 4،545 ميل (7،314 كم). وقد حدث معظم الانخفاض في سبعينيات و ثمانينيات القرن العشرين.

### مسارات ركوب الدرجات الهوائية

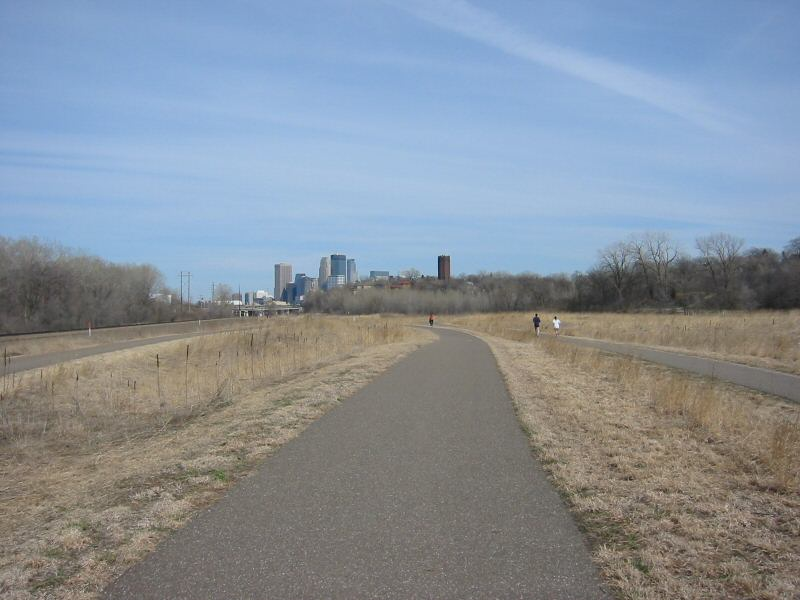
مسار بحيرة سيدار للدراجات في منيابولس

ذكر تقرير عام 2006 أن في ولاية مينيسوتا بها أكبر عدد أميال من مسارات الدراجات في البلاد، وتتميز حافلات مترو ترانزيت برفوف للدراجات للركاب اليومين المستخدمين لوسيلتي النقل. عدد من مسارات الدراجات عبارة عن مسارات لسكك حديدية سابقة، باستخدام حق الطرق الذي تم أمنته في الأصل السكك الحديدية.

### إحصاءات النقل العام بمنيابولس، مينيسوتا
يقضي الناس في التنقل عبر المواصلات العامة في منيابولس سانت بول في يوم من أيام الأسبوع بالمتوسط 66 دقيقة. يقضي 19٪ من الركاب في المواصلات العامة أكثر من ساعتين كل يوم. متوسط وقت انتظار الناس في موقف أو محطة للنقل العام هو 13 دقيقة، بينما ينتظر 14٪ من الركاب لأكثر من 20 دقيقة في المتوسط كل يوم. متوسط المسافة التي يركبها الناس في العادة في رحلة واحدة عبر وسائل النقل العام هي 8.3 كيلو مترات، بينما يسافر 20٪ لأكثر من 12 كيلومتر في اتجاه واحد.

## النقل المائي

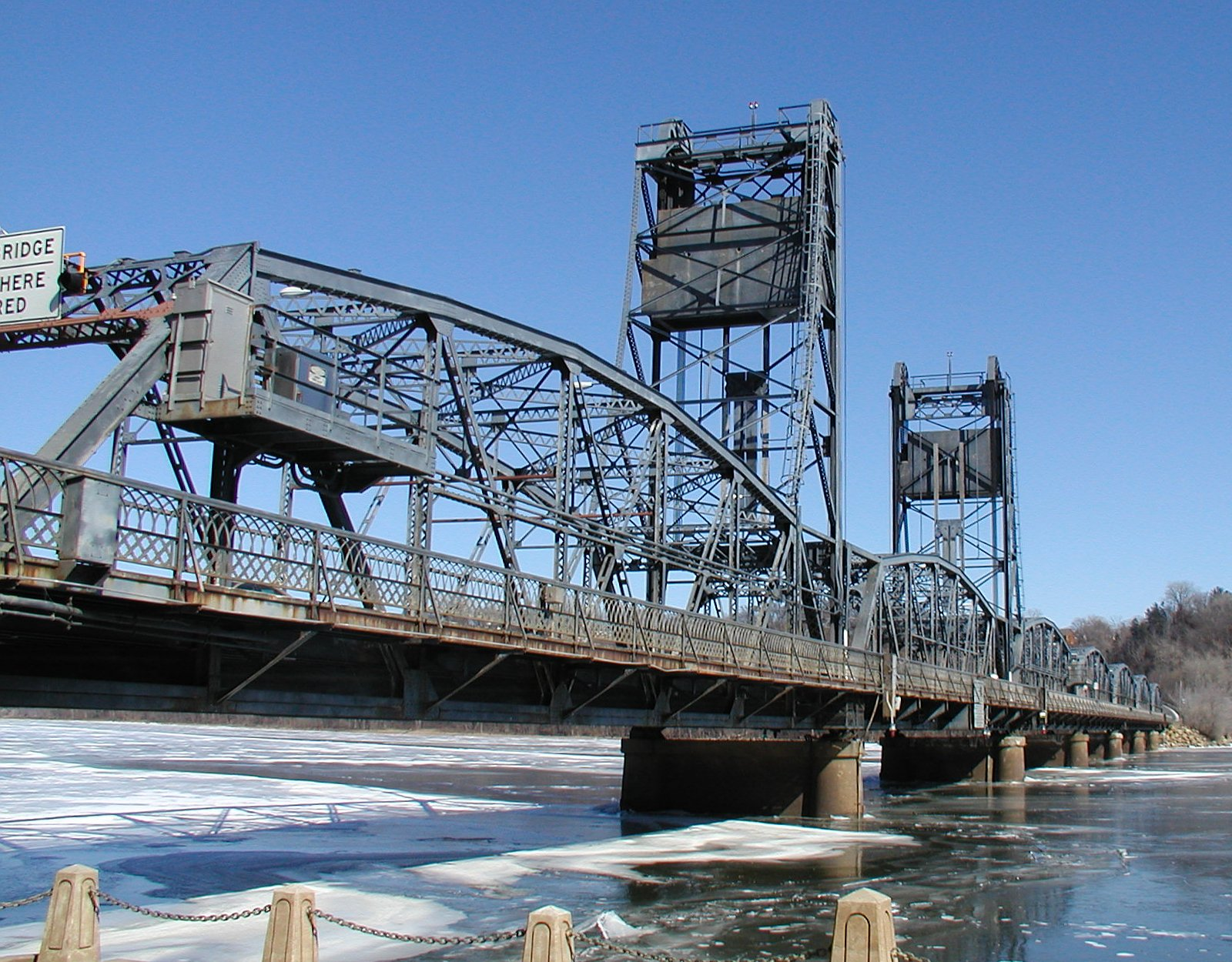
الجسر المتحرك ستيلووتر

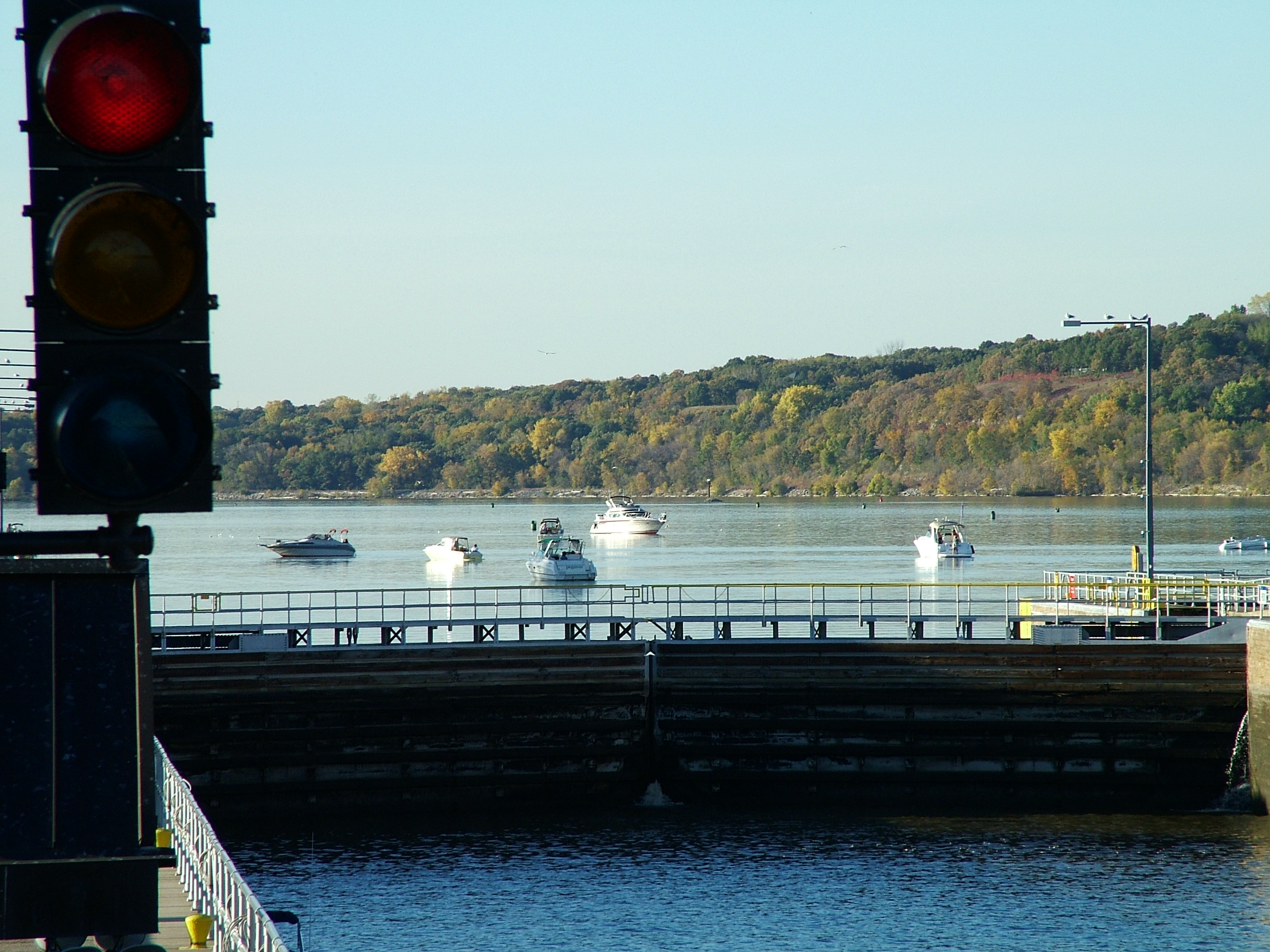
قوارب عند هويس وسد رقم 2 في نهر المسيسيبي هاستينغز

تتبعت الكثير من وسائل النقل المبكرة في مينيسوتا الأنهار والبحيرات العديدة. اتبع المستكشفون والمستوطنون الأوروبيون الأوائل الطرق التي استخدمها الرحالة وتجار الفراء مع السكان الأصليين، وعملت بعد ذلك السفن البخارية على الأنهار الرئيسية. يقتصر النقل المائي التجاري الآن على شحن السلع السائبة على خطين ملاحيين. تنقل الصنادل الحبوب وغيرها من المنتجات عبر نظام نهر المسيسيبي من موانئ منيابولس (رأس الملاحة) وسانت بول وريد وينغ ووينونا على نهر المسيسيبي وسافدج (على نهر مينيسوتا)، إلى موانئ النهر في اتجاه المجرى، وإلى الموانئ على خليج المكسيك لإعادة الشحن إلى سفن الشحن العابرة للمحيطات. تقوم سفن شحن بالبحيرات العظمى المعروفة باسم ليكرز (Lakers) بنقل الحبوب والفحم وخام الحديد من موانئ بحيرة سوبيريور في دولوث وسوبيريور وتو هاربورس وسيلفر باي عبر بحيرة سوبيريور إلى البحيرات العظمى السفلى، بينما تعمل السفن التي تبحر بالمحيط والمسماة سيويماكس (Seawaymax) من الموانئ التوأم عبر طريق سانت لورانس البحري إلى المحيط الأطلسي.

## النقل الجوي
مطار منيابولس سانت بول الدولي (MSP) هو المطار الرئيسي في ولاية مينيسوتا، وهو مركز رئيسي لنقل المسافرين وشحن البضائع لخطوط دلتا الجوية. ومطار مينابولس سانت بول هو أيضا مركز لشركة خطوط بلاد الشمس الجوية، وتستخدمه معظم شركات الطيران المحلية الأخرى. كما تتوفر خدمة الطائرات التجارية الكبيرة من وإلى مطاري دولوث الدولي وروتشستر الدولي. تتوفر خدمة الركاب اليوميين مجدولة في بيمدجي وبرينرد وهيبينغ وإنترناشونال فولز وسانت كلاود وثيف ريفر فولز.

## المرجع
1. ↑  "Minnesota Department of Transportation Summary" (PDF). State of Minnesota Administration Website. Minnesota Management and Budget Statement. مؤرشف من الأصل (PDF) في 2021-02-28. اطلع عليه بتاريخ 2018-04-30.
2. ↑  "Interregional Corridors and Regional Trade Centers" (PDF). Minnesota Department of Transportation. مؤرشف من الأصل (PDF) في 2006-06-16. اطلع عليه بتاريخ 2006-06-30.
3. ↑  "Office of Investment Management: The Minnesota Interregional Corridor System". 2005. مؤرشف من الأصل في 2006-06-14. اطلع عليه بتاريخ 2006-06-30.
4. ↑  "Legal Basis for Establishment of Trunk Highways". مؤرشف من الأصل في 2023-06-08. اطلع عليه بتاريخ 2006-12-07.
5. ↑  deFiebre، Conrad (16 ديسمبر 2009). "Greater Minnesota gets on board: Transit ridership grows while investment declines". Twin Cities Daily Planet. مؤرشف من الأصل في 2020-07-03. اطلع عليه بتاريخ 2009-12-17.
6. ↑  "Facts about trains and construction". مؤرشف من الأصل في 2006-06-29. اطلع عليه بتاريخ 2006-07-01.
7. ↑  "News". مؤرشف من الأصل في 2012-09-10. اطلع عليه بتاريخ 2011-11-05.
8. ↑  "Transportation amendment update". Minnesota Department of Transportation. 2006. مؤرشف من الأصل في 2006-11-17. اطلع عليه بتاريخ 2006-11-24.
9. ↑  "Northstar Corridor Rail Project Summary". Minnesota Department of Transportation. مؤرشف من الأصل في 2006-09-24. اطلع عليه بتاريخ 2006-12-07.
10. ↑  Cambridge Systematics, Inc., Kimley Horn and Associates, Inc., and TKDA, Inc. (ديسمبر 2009). "Minnesota Comprehensive Statewide Freight and Passenger Rail Plan (Draft Final Report)" (PDF). Minnesota Department of Transportation. مؤرشف من الأصل (PDF) في 2023-01-27. اطلع عليه بتاريخ 2010-01-08.{{استشهاد ويب}}:  صيانة الاستشهاد: أسماء متعددة: قائمة المؤلفين (link)
11. ↑  "Take to the Trails! Explore Minnesota Biking". Minnesota Department of Tourism. مؤرشف من الأصل في 2006-10-08. اطلع عليه بتاريخ 2006-12-02.
12. ↑  "Minneapolis-St. Paul, MN Public Transportation Statistics". Global Public Transit Index by Moovit. مؤرشف من الأصل في 2020-07-01. اطلع عليه بتاريخ 2017-06-19.  Material was copied from this source, which is available under a Creative Commons Attribution 4.0 International License.
13. ↑  "Minnesota Ports and Waterways". Minnesota Department of Transportation. مؤرشف من الأصل في 2008-03-17.